# Sundby, Hedesunda
Sundby eller Sund är kyrkbyn i södra delarna av Hedesunda socken, Gävle kommun och ligger strax söder om tätorten Hedesunda. Den finns intill Dalälven, i området Kungsgården och här ligger Hedesunda kyrka.